# Diogo de Mendonça Furtado
Diogo de Mendonça Furtado foi um administrador colonial português, Governador-Geral do Brasil de 12 de dezembro de 1621 a 26 de junho 1624. Foi o décimo segundo governador-geral do Brasil, substituindo D. Luís de Sousa (1 de janeiro de 1617 a 12 de outubro de 1621).

## Biografia
Filho de João de Mendonça, o Cação, Capitão de Chaul, e de sua mulher e prima Helena Manuel de Mendonça.
Foi responsável pela melhoria das defesas da cidade de Salvador, na Bahia, e pela criação dos portos de São Filipe e São Tiago.
Foi preso aí na invasão holandesa de 9 de maio de 1624, sob o comando do almirante Jacob Willekens. Nessa altura foi deportado junto com o filho para a Holanda. Foi libertado em 1626. Conta-se que, com a chegada dos holandeses, quis jogar fogo em barris de pólvora, mas foi convencido a desistir da ideia. O holandês Johan Van Dorth assumiu seu lugar e tornou-se governador do Brasil.

## Dados genealógicos
Casou com Maria da Cunha, cuja ascendência se desconhece.
Tiveram:
- Joana de Mendonça, casada com Manuel de Sousa da Silva e Meneses, com geração.
- Maria Madalena de Mendonça, falecida a 1 de Abril de 1706, casou com seu parente Lourenço de Mendonça e Moura, 3.º conde de Vale de Reis, com geração.